# Шералі Достієв
Шералі Достієв (тадж. Шералӣ Достиев; 12 січня 1985, Душанбе, Таджицька Радянська Соціалістична Республіка) — таджицький боксер, призер чемпіонату світу серед аматорів.

## Боксерська кар'єра
2003 року на перших своїх міжнародних змаганнях Шералі Достієв виграв золоту медаль на Центральноазійських іграх.
На Олімпійських іграх 2004 програв у першому бою Гаррі Танамору (Філіппіни) — 12-17.
На чемпіонаті світу 2005 завоював бронзову медаль.
- У 1/8 фіналу переміг Хонг Мо Вон (Південна Корея) — 29-13
- У чвертьфіналі переміг Суранджоя Синґха (Індія) — 21-15
- У півфіналі програв Цзоу Шимін (Китай) — 13-18

На Азійських іграх 2006 програв у першому бою Цзоу Шимін — 10-16.
На чемпіонаті світу 2007 програв у другому бою Гаррі Танамору — 4-4(+).
2008 року здобув путівку на Олімпійські ігри 2008, але програв там у першому бою Ямп'єру Ернандес (Куба) — 1-12.